# Kanzo sensei
Kanzo sensei película japonesa dirigida por Shohei Imamura y estrenada en el año 1998

## Argumento
1945, vísperas de la rendición japonesa. En medio de una tensa atmósfera de guerra, el Doctor Akagi, médico de un pueblo pesquero en una de las islas japonesas, está consternado por la cantidad de personas que caen afectadas de hepatitis, primera causa de muerte en el desnutrido país. Ante esta situación decide implicarse para salvar su integridad profesional. Se alía con sus viejos colegas, un monje bebedor y mujeriego y un cirujano nihilista adicto a la morfina, y una mujer que regenta un local de geishas. Además, Sonoko una joven ingenua y algo salvaje, se une al grupo como enfermera del Dr. Akagi. Desde la muerte de sus padres ha tenido a cargo a sus hermanos, y esto la ha llevado incluso a prostituirse alguna vez para conseguir dinero. Pero trabajando con el Dr. Akagi su destino cambia: ama a este original doctor y quiere pasar el resto de su vida junto a él.